# Bertrando d’Arvazzano
Bertrando d’Arvazzano (auch Bertrandus de Arvassani oder Arvesano alias Ferrariensis; * in Ferrara; † nach 23. Juli 1404) war Fürstbischof von Paderborn 1399–1401 und kurzzeitig Titularbischof von San Leone (Santa Severina in Kalabrien, Italien).

## Leben
Bertrando stammt höchstwahrscheinlich von der lombardischen Familie d’Arvazzano in der norditalienischen Stadt Ferrara (heute Emilia-Romagna) ab. Nach dem Studium der Jurisprudenz und Promotion zum Dr. decretalium war Bertrando im päpstlichen Palast in Rom als Auditor causarum für die Kurie tätig. Er besaß die Pfründe eines Domherren am Bischofssitz zu Ravenna.
Papst Bonifaz IX. bemühte sich in seinem Sinne um das Ende des großen Abendländischen Schismas und suchte die Einsetzung von ihm getreuen Gefolgsleuten im Reich. Bertrando wurde am 22. Februar 1399 durch Rom für das Paderborner Bistum als Nachfolger von Bischof Johann I. ernannt. Es war in der Geschichte des Paderborner Bistums einmalig, dass ein Italiener das Amt übernehmen sollte. Entsprechend vorsichtig begleitete Rom den Amtsantritt. Schlüsselfigur war der aus Nieheim stammende Paderborner Kleriker Dietrich von Nieheim. Dietrich war inzwischen Bischof von Verden an der Aller und zuvor Abbreviator und Skriptor der päpstlichen Kanzlei und somit ein römischer Kollege Bertrandos. Bischof Dietrich sollte dafür sorgen, dass alle Einnahmen der bischöflichen Güter bis zur Ankunft Bertrandos zurückgelegt würden. Der Florentiner Handelsmann Pietro Mardelle ließ am 14. März 1399 bei der Apostolischen Kammer den für die Besitznahme des Bistums entsprechenden Betrag einzahlen.
Erst Ende Oktober 1399 zog Bertrando mit seinen Brüdern Nicola (Domherr von Ravenna) und Giovanni über die Alpen. Offenbar als Übersetzer diente Arnold Rynen, ein Kleriker des Erzbistums Mainz. Nach Bekanntgabe der päpstlichen Entscheidung trafen die Landstände des Hochstifts allerdings eine negative Entscheidung zum italienischen Bischof. Die Privilegien, die Bischof Bernhard V. den Ständen gegeben hatte, sollten auch vom neuen Bischof anerkannt werden. Sie einigten sich in einem in der Bistumsgeschichte einmaligen Vorgang auf die Wahl des damals 17-jährigen Wilhelm von Berg zum neuen Landesherrn. Wilhelm beschwor schon am 17. Mai 1399 das Privilegium Bernhardi.
Inzwischen traf Bertrando mit seinem kleinen Gefolge am 28. Oktober 1399 vor den Toren der Stadt Paderborn ein. Wider Erwarten gewährte die Stadt Bertrando Einlass. Der Domherr Volkmar gewährte ihm in der Brenkschen Kurie Herberge. Vor dem Domkapitel wurde seine bischöfliche Bestallungsurkunde unterzeichnet. Allerdings verwehrte man ihm weiterhin die Übernahme der Landesherrschaft. Unterdessen übte Bischof Bertrando kirchliche Amtsaufgaben aus, so die Genehmigung der Statuten der Kalands-Brüderschaft in Büren und die Gewährung eines Ablasses von 40 Tagen für seine Mitglieder oder die Genehmigung von Altarstiftungen in Warburg (Januar 1400). Schon am 24. November 1399 musste sich Bertrando aber unter dem Schutz des Grafen von Everstein auf die Burg Dringenberg zurückziehen, da sich die Landstände weiterhin dem Bischof verweigerten. Wiederholt forderte er noch im Juli 1400 das Domkapitel auf, sich ihm zu unterwerfen und insbesondere das Schloss Neuhaus zu übergeben. Hier saß aber schon der junge Wilhelm von Berg, dessen Onkel Ruprecht von der Pfalz am 21. August 1400 die deutsche Königskrone erhielt. Machtpolitisch gestärkt ließ Wilhelm Bertrando in Dringenberg verhaften und in Neuhaus festsetzen. Bertrando sah sich gezwungen, das Interdikt gegenüber dem Domkapitel aufzuheben und auf Paderborn auch als Bischof zu verzichten. Mit zwei Pferden und zwanzig Gulden Reisegeld gab man ihm die Freiheit.
Schon vor der offiziellen Resignation am 31. Januar 1401 gab ihm die römische Kurie als Ausgleich am 5. November 1400 das italienische Bistum San Leone in Kalabrien (Erzbistum Santa Severina). Aber auch in Süditalien hatte Bertrando kein Glück. Er konnte sich gegen den örtlichen Konkurrenten ebenfalls nicht durchsetzen. Noch am 27. Juli 1402 führte Bertrando einen Rechtsstreit um ein Benefizium in der Diözese Ferrara. Er amtierte danach wieder als Rotarichter.
Die Spur Bertrandos verliert sich mit diesem Datum.